# Associazione Calcio Entella 1936-1937
Questa voce raccoglie le informazioni riguardanti l'Associazione Calcio Entella nelle competizioni ufficiali della stagione 1936-1937.

## Divise
| Prima divisa |

## Rosa
| N. |                   | Ruolo | Calciatore         |
| -- | ----------------- | ----- | ------------------ |
|    | Italia (bandiera) |       | Mario Bossarelli   |
|    | Italia (bandiera) |       | Vittorio Bulla     |
|    | Italia (bandiera) |       | Giovanni Canale    |
|    | Italia (bandiera) |       | Giovanni Cappanera |
|    | Italia (bandiera) |       | Pietro Caviglia    |
|    | Italia (bandiera) |       | Fiore Cò           |
|    | Italia (bandiera) | C     | Bruno De Negri     |
|    | Italia (bandiera) |       | Fermo Foppiano     |

| N. |                   | Ruolo | Calciatore       |
| -- | ----------------- | ----- | ---------------- |
|    | Italia (bandiera) |       | Attilio Fossati  |
|    | Italia (bandiera) |       | Beppino Gatti    |
|    | Italia (bandiera) |       | Michele Giachino |
|    | Italia (bandiera) | P     | Emanuele Origone |
|    | Italia (bandiera) |       | Luigi Pusineri   |
|    | Italia (bandiera) |       | Gino Vannucci    |
|    | Italia (bandiera) |       | Amelio Versari   |
|    | Italia (bandiera) |       | Luigi Villa      |